# Nickelodeon Animation Studios

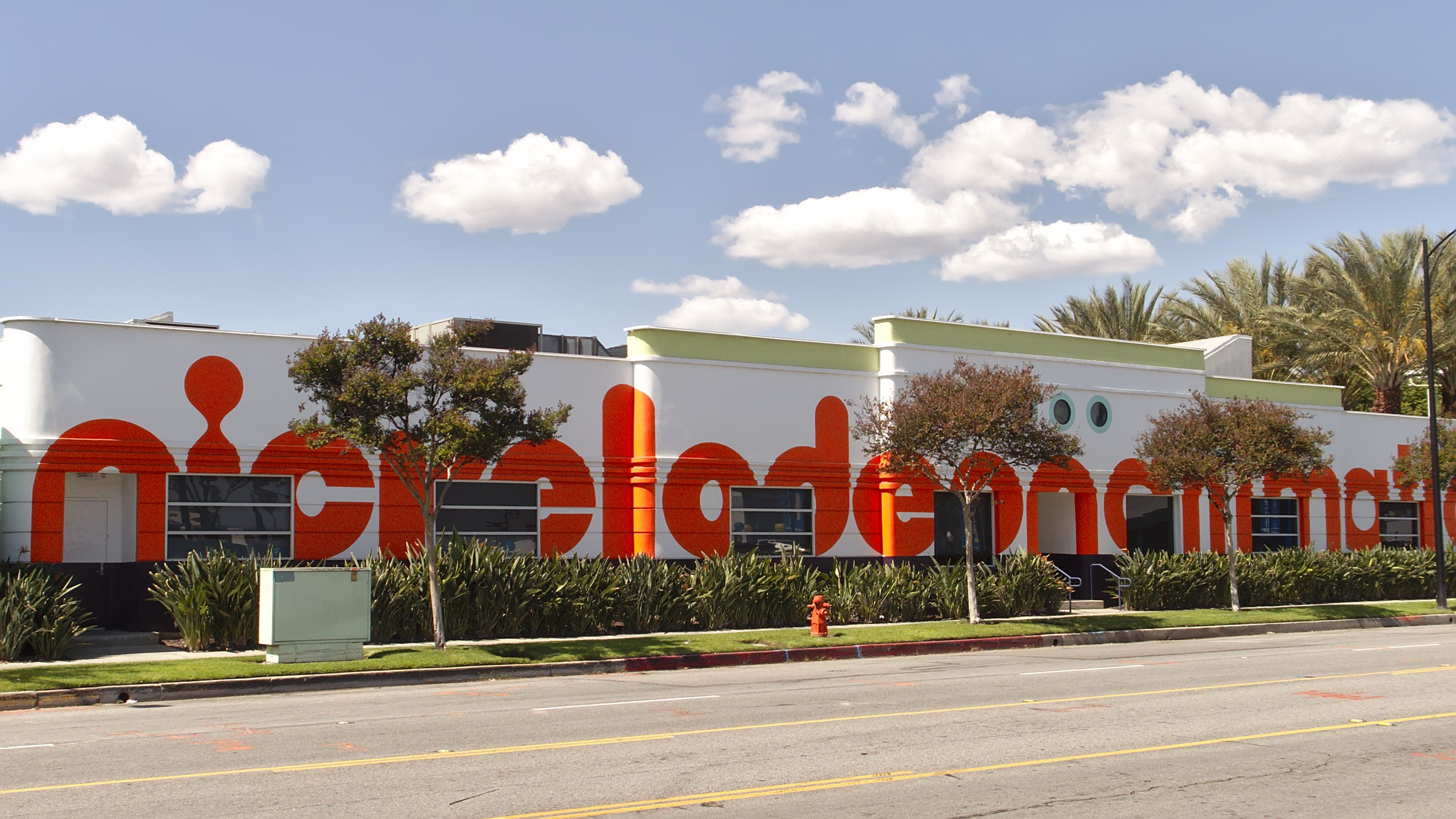
Nickelodeon Animation Studios

Nickelodeon Animation Studios (ook bekend als NAS of Nicktoons Studios) is een Amerikaanse animatiestudio. Het gebouw werd in 1991 geopend als Games Animation en is vooral bekend door de productie van vele animatieseries voor Nickelodeon en Nicktoons Network. De studio bevindt zich in Burbank, Californië.

## Lijst met televisieprogramma's, gemaakt door NAS
1. Doug (in samenwerking met Jumbo Pictures) (1991-1994)
2. Ratjetoe (in samenwerking met Klasky-Csupo) (1991-1994; 1996-2004)
3. The Ren and Stimpy Show (in samenwerking met Spumco International, 1991-1996)
4. Rocko's Modern Life (in samenwerking met Joe Murray Productions) (1993-1996)
5. Aaahh!!! Real Monsters (in samenwerking met Klasky-Csupo) (1994-1997)
6. KaBlam! (1996-2000)
7. Hey Arnold! (in samenwerking met Snee-Oosh, Inc.) (1996-2004)
8. De Boze Bevers (in samenwerking met Gunther-Wahl Productions Inc.) (1997-2001)
9. Oh Yeah! Cartoons (in samenwerking met Frederator Studios) (1998-2001)
10. The Wild Thornberrys (in samenwerking met Klasky-Csupo) (1998-2004)
11. CatDog (in samenwerking met Peter Hannan Productions) (1998-2004)
12. Rocket Power (in samenwerking met Klasky-Csupo) (1999-2004)
13. SpongeBob SquarePants (in samenwerking met United Plankton Pictures Inc.) (1999-heden)
14. Pelswick (in samenwerking met Nelvana en Suzhou Hong Ying Animation) (2000-2002)
15. As Told by Ginger (in samenwerking met Klasky-Csupo) (2000-2006)
16. The Fairly OddParents (in samenwerking met Billionfold Studios en Frederator Studios) (2001-2017)
17. Invader Zim (in samenwerking met Nova Star Productions) (2001-2002)
18. ChalkZone (in samenwerking met Frederator Studios) (2002-2004/2008)
19. De Avonturen van Jimmy Neutron: Wonderkind (in samenwerking met O Entertainment en DNA Productions) (2002-2006)
20. All Grown Up! (in samenwerking met Klasky-Csupo) (2003-2008)
21. My Life as a Teenage Robot (in samenwerking met Frederator Studios) (2003-2005; 2008-2009)
22. Danny Phantom (in samenwerking met Billionfold Studios (2004-2007)
23. Avatar: De Legende van Aang (2005-2008)
24. Catscratch (2005-2007)
25. The X's (2005-2006)
26. Mr. Meaty (in samenwerking met 3Js Productions en CBC Television) (2006-2007)
27. El Tigre: The Adventures of Manny Rivera (in samenwerking met Mexopolis) (2007-2008)
28. Wayside (in samenwerking met Nelvana en Teletoon) (2007-heden)
29. Tak en de kracht van Juju (2007-heden)
30. Barnyard (in samenwerking met O Entertainment) (2007-heden)
31. The Mighty B! (in samenwerking met Paper Kite Productions and Polka Dot Pictures) (2008-heden)
32. De pinguïns van Madagascar (in samenwerking met DreamWorks Animation SKG) (2009-heden)
33. Fanboy en Chum Chum (in samenwerking met Frederator Studios) (2009-2014)
34. Riens Planeet (in samenwerking met Omation Animation Studio) (2010-2013)
35. T.U.F.F. Puppy (in samenwerking met Billionfold Inc) (2010-2015)
36. Winx Club (seizoen 5-7, in samenwerking met Rainbow S.r.l.) (2011-heden)
37. Kung Fu Panda: The Series (in samenwerking met DreamWorks Animation SKG) (2011-heden)
38. De Legende van Korra (in samenwerking met Ginormous Madman Productions) (2012-2014)
39. Robot and Monster (in samenwerking met Smasho! Productions en Lowbar Productions) (2012-2015)
40. Teenage Mutant Ninja Turtles (in samenwerking met Lowbar Productions) (2012-2017)
41. Monsters vs. Aliens (in samenwerking met DreamWorks Animation SKG) (2013-2014)
42. Sanjay en Craig (in samenwerking met Forest City Rockers) (2013-2016)
43. Breadwinners (in samenwerking met Titmouse, Inc.) (2014-2016)
44. Harvey Beaks (2015-2017)
45. Pig Goat Banana Cricket (2015-2018)
46. Huize Herrie (in samenwerking met Jam Filled Entertainment) (2016-heden)